# Enzo Maiolino
Enzo Maiolino (Santa Domenica Talao, 27 ottobre 1926 – Bordighera, 11 novembre 2016) è stato un pittore italiano.

## Biografia e produzione artistica
Calabrese di nascita, si trasferì a Bordighera, in Liguria, nel 1937. Studiò all'Accademia dei Fiori di Ventimiglia, fondata dal pittore Giuseppe Balbo.
Fedele fino agli anni sessanta ad una raffigurazione paesaggistica di stampo neocubista, si diede in seguito ad una astrazione giocata sulle scansioni cromatiche più che sul disegno, e sulla «piattezza delle forme, che non di rado si intersecano, si intrecciano e perfino si sovrappongono, dando luogo a trasparenze giocate sul colore».
Espose, grazie a Walter Vitt che ne curò anche i cataloghi, a Colonia, Francoforte e Münster. In Italia gli venne dedicata nel 2001 un'antologica nel Museo di Villa Croce a Genova.
Gli venne assegnato nel 2001 il Premio Mario Novaro per la cultura ligure.

## Scritti
Appassionato collezionista di documenti rari ed inediti, pubblicò il libro Modigliani vivo. Testimonianze inedite e rare per l'editore Fògola (Torino, 1981).